# Ульріх Расмус
Ульріх Расмус (нім. Ulrich Rasmus; 4 лютого 1887, Пуніц — 24 жовтня 1943, Гайдельберг) — німецький офіцер, контрадмірал крігсмаріне.

## Біографія
3 квітня 1907 року вступив на флот. Учасник Першої світової війни, служив в підводному флоті. З 5 січня по 5 червня 1916 року — командир підводного човна SM UC-11. Після демобілізації армії залишений на флоті. З 1 жовтня 1936 року — консультант ВМС при інспекції поповнення Мангайма, одночасно з 20 вересня 1937 року — офіцер зв'язку ВМС при командуванні 12-го військового округу. З 7 травня 1941 року — офіцер зв'язку ВМС при 11-му вищому військовому командуванні. 31 грудня 1942 року звільнений у відставку, проте того ж дня переданий в розпорядження флоту і резерв ОКМ, а також призначений офіцером зв'язку ВМС при групі армій «Південь». 30 квітня 1943 року остаточно звільнений у відставку.

## Звання
- Морський кадет (3 квітня 1907)
- Фенріх-цур-зее (21 квітня 1908)
- Лейтенант-цур-зее (28 вересня 1910)
- Оберлейтенант-цур-зее (27 вересня 1913)
- Капітан-лейтенант (15 лютого 1918)
- Корветтен-капітан (1 жовтня 1926)
- Фрегаттен-капітан (1 жовтня 1931)
- Капітан-цур-зее (1 жовтня 1933)
- Контрадмірал (1 лютого 1942)

## Нагороди
- Залізний хрест
  - 2-го класу (12 січня 1915)
  - 1-го класу (9 травня 1915)
- Хрест «За військові заслуги» (Австро-Угорщина) 3-го класу з військовою відзнакою (21 серпня 1917)
- Галліполійська зірка (Османська імперія; 19 червня 1918)
- Нагрудний знак підводника (1918) (20 серпня 1918)
- Почесний хрест ветерана війни з мечами (15 жовтня 1934)
- Медаль «За вислугу років у Вермахті» 4-го, 3-го, 2-го і 1-го класу (25 років; 2 жовтня 1936) — отримав 4 нагороди одночасно.
- Хрест Воєнних заслуг
  - 2-го класу з мечами (20 квітня 1941)
  - 1-го класу з мечами (30 січня 1942)
- Орден Корони Румунії, командорський хрест з мечами (9 серпня 1941)
- Медаль «Хрестовий похід проти комунізму» (Королівство Румунія)
- Медаль «За зимову кампанію на Сході 1941/42» (20 серпня 1942)
- Кримський щит (23 серпня 1942)
- Орден Зірки Румунії, великий офіцерський хрест з мечами (6 жовтня 1942)